# Väkra
Väkra (Duits: Wekra) is een spookdorp in de Estlandse gemeente Saaremaa, provincie Saaremaa. De plaats heeft nog steeds de status van dorp (Estisch: küla), maar had al in 2011 geen inwoners meer. De cijfers van 2021 geven een inwonertal van ‘< 4’.
Tot in oktober 2017 behoorde Väkra tot de gemeente Valjala. In die maand werd Valjala bij de fusiegemeente Saaremaa gevoegd.
Bij Väkra ligt de grootste offersteen van het eiland Saaremaa, de Väkra ohvrikivi (‘Offersteen van Väkra’) of Väkra hiiekivi (‘Heilige steen van Väkra’). De steen heeft een omtrek van 19 meter en een hoogte van 5 meter. De steen heeft de status van monument.

## Geschiedenis
Väkra werd voor het eerst genoemd in 1645 onder de naam Wecker, een dorp in de Pahna-Jürsi Wacke. Een Wacke was een administratieve eenheid voor een groep boeren met gezamenlijke verplichtingen. De twee centrale dorpen in deze Wacke waren Jursi en Pahna (sinds 1936 Kalju).
In 1798 was Väkra een dorp op het landgoed van Koggul, een kroondomein.
Tussen 1977 en 1997 maakte Väkra deel uit van het buurdorp Koksi.